# Joachim Ullrich
Joachim Ullrich (Hanau, 1976) è un ex giocatore di football americano e allenatore di football americano tedesco, che ha giocato come quarterback.
Dopo aver giocato per la squadra giovanile per la prima e la seconda quadra degli Hanau Hawks, si trasferisce nel 1999 ai Frankfurt Galaxy e successivamente agli Aschaffenburg Stallions. Nel 2000 passa ai Rüsselsheim Razorbacks, mentre dal 2001 al 2012 gioca per i Marburg Mercenaries.

## Palmarès
- 1 World Games (2005)
- 2 Europei (2001, 2010)
- 1 World Bowl (Frankfurt Galaxy: 1999)
- 1 EFAF Cup (Marburg Mercenaries: 2005)
- 1 Fed Cup (Hanau Hawks, 1998)